# Treigny
Treigny est une commune française de la Puisaye, dans le département de l'Yonne en Bourgogne (région Bourgogne-Franche-Comté).

## Géographie

### Situation
Le village est situé en Puisaye dans le sud-ouest du département de l'Yonne, à 50 km au sud-ouest d'Auxerre et 200 km au sud-est de Paris, chef-lieu du département de l'Yonne.
La commune est limitrophe de trois communes de la Nièvre : Saint-Amand-en-Puisaye, Dampierre-sous-Bouhy et Bouhy.
La Loire coule à 20 km (en ligne droite) au sud-ouest à La Celle-sur-Loire.

### Description
Le territoire est riche en forêt, qui couvre pratiquement tout le nord de la commune, et en eau avec de très nombreux étangs et cours d'eau.

### Hydrographie
La Vrille, affluent de la Loire et qui prend source sur la commune, est ramifiée en quatre bras dont l'un arrose Treigny ; elle reçoit ensuite sur la commune trois petits affluents en rive droite et se sépare plusieurs fois en deux ou trois bras.
Le Bourdon, divisé en deux bras à sa source, prend lui aussi source sur la commune. L'une de ces branches fournit les étangs de Chassin puis de Guédelon ; elle rejoint ensuite le lac du Bourdon 3 km après sa sortie de la commune, ayant au passage alimenté l'étang de Charmoy sur Moutiers-en-Puisaye. L'autre branche, plus à l'ouest, fournit les étangs du Château (dit également étang des Moines) et l'étang des Midoux avant de rejoindre le lac du Bourdon 1 km en aval.
Le Loing prend source sur la limite de commune avec Sainte-Colombe-sur-Loing.
La ligne de partage des eaux entre Loire et Seine passe par Treigny : le Bourdon au nord est un tributaire de la Seine, la Vrille au sud va à la Loire.

### Géologie
Au nord-ouest, couches du Crétacé (principalement en vert sur la carte, sauf mention autre) : n3, Hauterivien, calcaires jaunes ; n4a et n4b, Barrémien inférieur et supérieur (en jaune clair) ; n7a et n7b, jonction Albien et Cénomanien.
Au sud-est, couches du Jurassique (en bleu sur la carte) : J7a et J7b, Tithonien inférieur et moyen, 150,7 M. d'années à 145,99 M. d'années ; J8, Tithonien supérieur, 145,99 M. d'années à 142,2 M. d'années ± 2,6 ; J9, Portlandien, calcaires blonds.
FC, présent dans certaines vallées, correspond à des alluvions et colluvions de fond de vallée et des cônes de déjection associés.
La large tache jaune clair (environ 380 ha) marquée LP aux Gâtines Beauchet et alentours au nord-ouest de Treigny, correspond à des limons (Quaternaire) recouvrant localement la craie du Crétacé. Ces plaques, typiques de la bordure Est du bassin Parisien, sont des formations argilo-limoneuses provenant de la décomposition du calcaire. Sur son côté sud, au nord-ouest de ru Bourrier, se trouvent 10 ha de sable ; quelques autres lieux portent aussi l'indication de sable ("SAB"). On trouve également de nombreuses indications ponctuelles d'argile et quelques-unes de grès.
Ce coin de Puisaye est une terre d'élection pour les potiers dont les ateliers exploitent l'argile blanche ou rouge (ferrugineuse) de la région.

### Voies de communication et transports
Il n'y a pas de grand axe routier sur la commune, qui est par contre abondamment sillonnée de petites routes de campagne. Les deux routes les plus importantes sont la D 99 qui joint Cosne-sur-Loire (32 km au sud-ouest) à Joigny (57 km au nord), traversant le nord-ouest et l'ouest de la commune ; et en bordure est de commune, la D 7 joignant Châtillon-Coligny (46 km au nord-ouest) et devenant dans la Nièvre la D 3 jusqu'à Entrains-sur-Nohain (13 km au sud-est).
L'autoroute A77, ou « autoroute de l'Arbre », passe à Cosne-sur-Loire où se trouve l'échangeur no 22 (27 km).
Les gares les plus proches sont à Cosne-Cours-sur-Loire au sud et à Auxerre au nord (50 km).
Il n'y a pas de bus desservant Treigny. Les transports scolaires rejoignant Toucy étaient assurés par le syndicat intercommunal des collège et lycée de Toucy, qui est dissout au 1er janvier 2020. La distribution des cartes de transport sera faite directement par la région, par courrier.

### Communes limitrophes
Dans la figure des communes voisines qui suit, les distances données sont celles à vol d'oiseau. Le nombre d'habitants pour chaque ville apparaît en plaçant la souris sur le point correspondant. Les noms en gras sont ceux des sept communes limitrophes (dont trois dans la Nièvre) : Moutiers-en-Puisaye, Sainte-Colombe-sur-Loing, Lainsecq, Sainpuits, Bouhy (Nièvre), Dampierre-sous-Bouhy (Nièvre), Saint-Amand-en-Puisaye (Nièvre).

### Hameaux, lieux-dits et écarts
Outre les nombreux hameaux dont la liste suit, la commune est parsemée d'un grand nombre de lieux-dits et écarts aux noms évocateurs, comme Fosses aux Loups, le Pas de Loup ou le Pas Vaut Guère. Près du château de la Bussière (ne pas confondre avec d'autres châteaux de la Bussière) se trouve un lieu-dit les Masures. Le nom Masure ou Mazure signifie au XVIe siècle une manœuvrerie, de même qu'un mazurier était un manœuvre ou ouvrier, attaché à une ferme ou un domaine tout en en étant indépendant.

## Histoire
Au XVIe siècle le seigneur de Perchin est François Ier de La Rivière, fils de Jean Bureau de la Rivière, seigneur de la Rivière. Enfant d'honneur ou page de Charles VIII, il épouse en 1499 Madeleine de Savoisy, dame de Seignelay et héritière de la maison de Seignelay dont il a eu 11 enfants. Son testament date de 1534. Son ancêtre Bureau de la Rivière († 16 aout 1400), grand chambellan de Charles V et de Charles VI, était seigneur de Chassin au XIVe siècle.
En 1972, Treigny absorbe les communes voisines de Perreuse et de Sainte-Colombe-sur-Loing. En 1976, Treigny "cède" la commune de Sainte-Colombe-sur-Loing qui redevient une commune à part entière.
Le 1er janvier 2019 marque un retour à une commune avec les limites fixées en 1972 à la suite d'un arrêté préfectoral du 29 novembre 2018. Son nom fut initialement Treigny-Perreuse-Sainte Colombe mais un arrêté rectificatif, en date du 17 décembre 2018 corrige le nom de la commune en Treigny-Perreuse-Sainte-Colombe de sorte qu'il corresponde aux normes toponymiques françaises.

## Économie
Unique au monde, le projet de création du château médiéval de Guédelon a généré une réelle dynamique sur la commune et les environs. Au-delà des emplois créés et de la dynamique de fonctionnement induites par les nombreux bénévoles, le chantier est passé d'une affluence de 80 000 personnes la première année, à environ 265 000 en 2013, malgré une baisse entre 2009 et 2013. Il reçoit plus de 300 000 visiteurs en 2015, ce qui assure le financement du projet et en fait le deuxième site touristique de Bourgogne, après les Hospices de Beaune.

## Politique et administration

### Liste des maires
| Période      | Période  | Identité               | Étiquette | Qualité |
| ------------ | -------- | ---------------------- | --------- | ------- |
| janvier 2019 | En cours | Paulo Da Silva Moreira | LREM      | Médecin |

| Période    | Période       | Identité               | Étiquette    | Qualité                                                              |
| ---------- | ------------- | ---------------------- | ------------ | -------------------------------------------------------------------- |
| avant 1981 | mars 2008     | Gérard Morisset        | UDF          | Conseiller général du canton de Saint-Sauveur-en-Puisaye (1982-2008) |
| mars 2008  | mars 2014     | Gaëtan Dupont          |              |                                                                      |
| mars 2014  | décembre 2018 | Paulo Da Silva Moreira | SE puis LREM | Médecin                                                              |

### Tendances et résultats politiques
- Élection présidentielle de 2007[17]: 58,66 % pour Nicolas Sarkozy (UMP), 41,34 % pour Ségolène Royal (PS), 95,77 % de participation.

## Démographie
L'évolution du nombre d'habitants est connue à travers les recensements de la population effectués dans la commune depuis 1793. Pour les communes de moins de 10 000 habitants, une enquête de recensement portant sur toute la population est réalisée tous les cinq ans, les populations de référence des années intermédiaires étant quant à elles estimées par interpolation ou extrapolation. Pour la commune, le premier recensement exhaustif entrant dans le cadre du nouveau dispositif a été réalisé en 2006.
En 2016, la commune comptait 806 habitants, en évolution de −10,14 % par rapport à 2010 (Yonne : −1,95 %, France hors Mayotte : +2,11 %).
| 1793  | 1800  | 1806  | 1821  | 1831  | 1836  | 1841  | 1846  | 1851  |
| ----- | ----- | ----- | ----- | ----- | ----- | ----- | ----- | ----- |
| 1 807 | 1 847 | 1 940 | 2 117 | 2 249 | 2 284 | 2 303 | 2 517 | 2 590 |

| 1856  | 1861  | 1866  | 1872  | 1876  | 1881  | 1886  | 1891  | 1896  |
| ----- | ----- | ----- | ----- | ----- | ----- | ----- | ----- | ----- |
| 2 505 | 2 600 | 2 686 | 2 664 | 2 591 | 2 558 | 2 560 | 2 507 | 2 411 |

| 1901  | 1906  | 1911  | 1921  | 1926  | 1931  | 1936  | 1946  | 1954  |
| ----- | ----- | ----- | ----- | ----- | ----- | ----- | ----- | ----- |
| 2 201 | 2 109 | 2 047 | 1 642 | 1 562 | 1 504 | 1 435 | 1 365 | 1 260 |

| 1962  | 1968  | 1975  | 1982  | 1990 | 1999 | 2006 | 2011 | 2016 |
| ----- | ----- | ----- | ----- | ---- | ---- | ---- | ---- | ---- |
| 1 151 | 1 070 | 1 196 | 1 000 | 932  | 840  | 878  | 910  | 806  |

## Culture et patrimoine

### Lieux et monuments

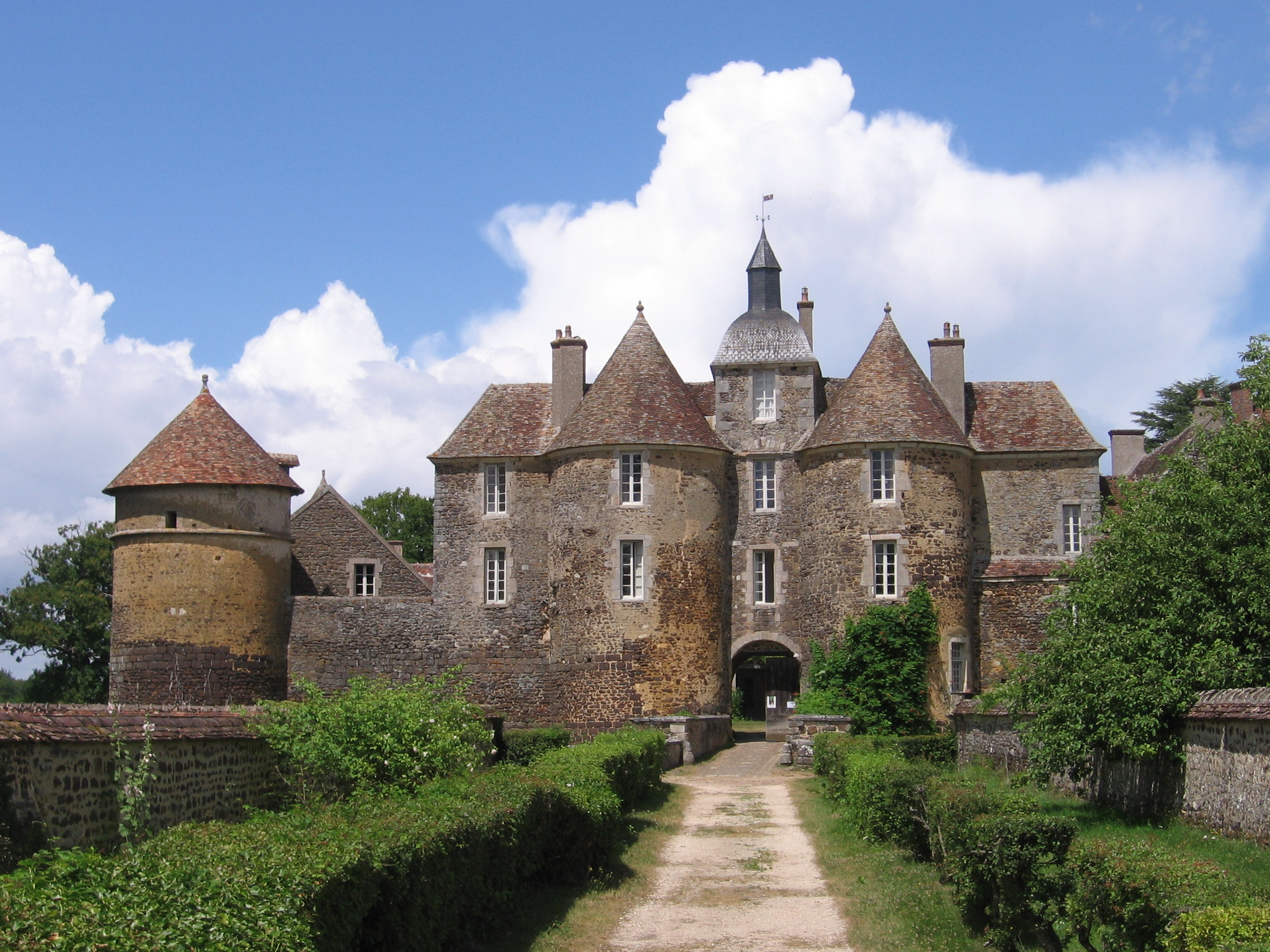
Le château de Ratilly.

- Le chantier-médiéval de Guédelon : construit sous les yeux des visiteurs, un château fort dans le respect des techniques du XIIIe siècle, au cœur d'une ancienne carrière boisée, dans un espace naturel mettant à la disposition de 45 « œuvriers » tous les matériaux nécessaires à la construction : l'eau, la pierre, la terre, le sable et le bois.
- Le château de Ratilly du XIIIe siècle.
- Le château de la Bussière : château construit aux XIIe, XVe, XVIe et XVIIe siècles, restauré au XXIe siècle. À ne pas confondre avec le château de La Bussière dans le Loiret, ou le château de La Bussière à Oullins dans le Rhône.
- L'église Saint-Symphorien, gothique, du XVe siècle, classée monument historique ; surnommée « cathédrale de la Puisaye ».
- Le couvent : bâtiment dont les parties les plus anciennes remontent au XVe siècle. Il a appartenu à la congrégation des sœurs hospitalières de la Providence de Sens et abrité une école. Restauré par la commune, il accueille aujourd'hui des expositions de céramique contemporaine.
- Le parc Nature Aventures du Bois de la Folie (accrobranche)[22].
- Le parc naturel de vision de Boutissaint[23]

### Personnalités liées à la commune
- Alexandre Marie d'Avigneau (1755-1818), haut fonctionnaire et homme politique né au chateau de Ratilly, député de l'Yonne à l'Assemblée Législative.
- Élodie Frégé, née à Cosne-Cours-sur-Loire en 1982, (gagnante en 2003 de l'émission Star Academy) a passé toute son enfance à Treigny.
- Antoine de Vinck, céramiste sculpteur belge, a vécu et travaillé sur la commune de Treigny les dernières années de sa vie, de 1984 à 1992. Il est l'auteur de la Croix des potiers érigée dans le hameau du Chaineau.

### Héraldique
| Blason de Treigny | Blason  | D'argent à la barre ondée d'azur, accompagnée en chef d'un chêne arraché de sable, feuillé de sinople et englanté d'or, et en pointe de trois épis de blés, tigés, feuillées et empoignés d'or; sur le tout, d'or à la bouteille de grès en couronne de gueules. |
| Blason de Treigny | Détails | Le statut officiel du blason reste à déterminer. |

## Pour approfondir